# Catedral de la Asunción de María (Acerra)
La Catedral de la Asunción de María o simplemente Catedral de Acerra (en italiano: Cattedrale di S. Maria Assunta) Es una catedral católica en la ciudad de Acerra en Campania, sur de Italia, dedicada a la Asunción de la Virgen María.
Desde el siglo XI ha sido la sede del Obispo de Acerra.
La actual catedral neoclásica se encuentra en el sitio de un antiguo templo romano de Hércules. Se ha reconstruido muchas veces y el edificio actual es del siglo XIX. Tiene planta de cruz latina, con una nave central y dos naves laterales separadas por pilares, y una cúpula. El frente del oeste es neoclásico, con ocho columnas iónicas grandes que se colocan en un piso que asemeja un tablero de ajedrez de basalto y de losas de mármol.

## Véase también

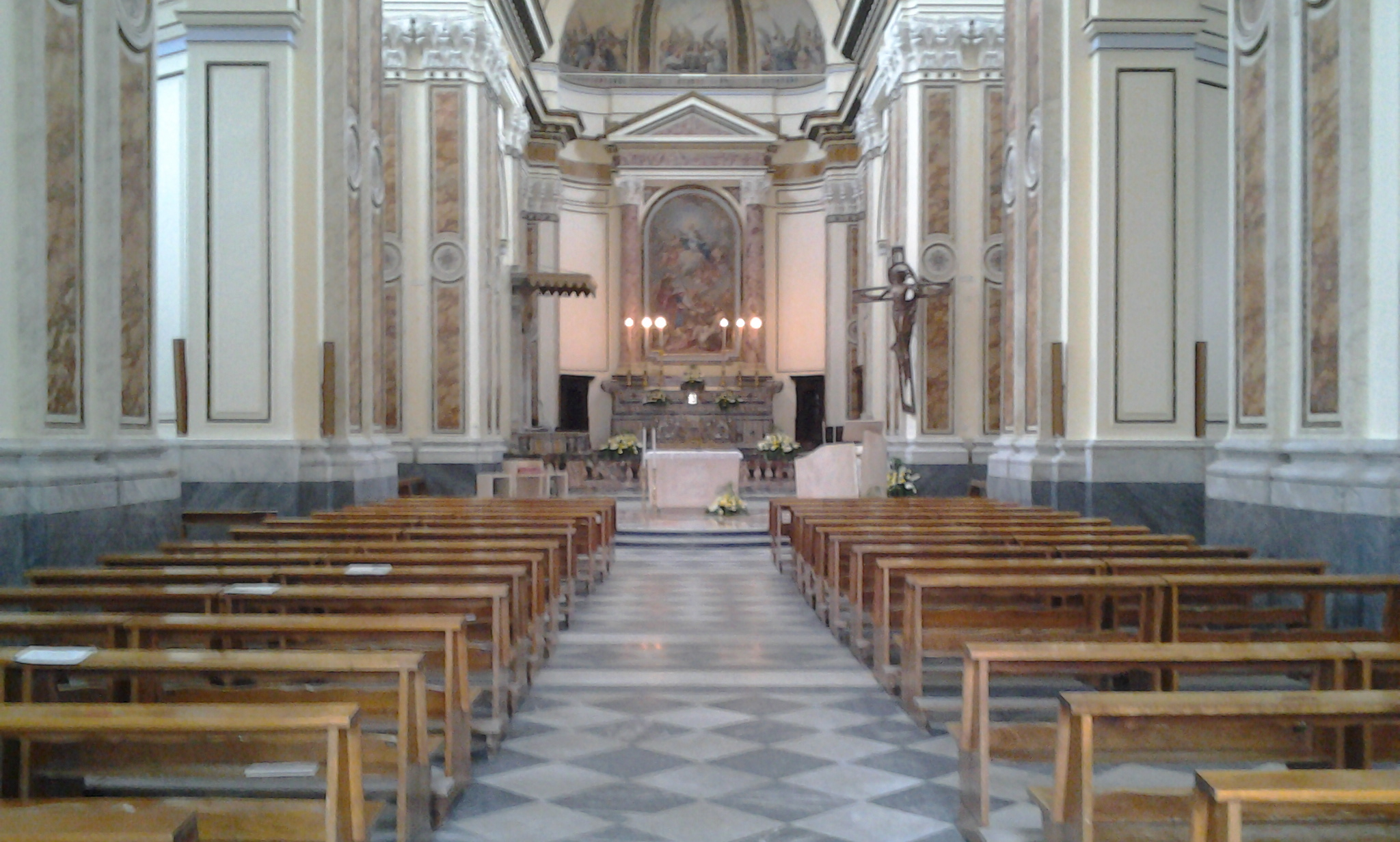
Vista interna